# Driedaagse De Panne - Koksijde 1984
La Driedaagse De Panne - Koksijde 1984, ottava edizione della corsa, si svolse dal 27 al 29 marzo su un percorso di 530 km ripartiti in 3 tappe (la prima suddivisa in due semitappe), con partenza a Tielen e arrivo a De Panne. Fu vinta dall'olandese Bert Oosterbosch della squadra Panasonic davanti ai belgi Eric Vanderaerden e Ferdi Van den Haute.

## Tappe
| Tappa  | Data     | Percorso                              | km  | Vincitore di tappa | Leader cl. generale |
| ------ | -------- | ------------------------------------- | --- | ------------------ | ------------------- |
| 1ª-1ª  | 27 marzo | Tielen > Herzele                      | 127 | Eric Vanderaerden  | Eric Vanderaerden   |
| 1ª-2ª  | 27 marzo | Herzele > Herzele (cron. individuale) | 15  | Bert Oosterbosch   | Bert Oosterbosch    |
| 2ª     | 28 marzo | Herzele > De Panne                    | 194 | Eddy Planckaert    | Bert Oosterbosch    |
| 3ª     | 29 marzo | De Panne > De Panne                   | 194 | Eric Vanderaerden  | Bert Oosterbosch    |
| Totale | Totale   | Totale                                | 530 |                    |                     |

## Dettagli delle tappe

### 1ª tappa - 1ª semitappa
- 27 marzo: Tielen > Herzele – 127 km

| Pos. | Corridore         | Squadra   | Tempo    |
| ---- | ----------------- | --------- | -------- |
| 1    | Eric Vanderaerden | Panasonic | 3h25'07" |
| 2    | William Tackaert  | Fangio    | s.t.     |
| 3    | Jef Lieckens      | Safir     | s.t.     |

| Pos. | Corridore         | Squadra   | Tempo |
| ---- | ----------------- | --------- | ----- |
| 1    | Eric Vanderaerden | Panasonic |       |

### 1ª tappa - 2ª semitappa
- 27 marzo: Herzele > Herzele (cron. individuale) – 15 km

| Pos. | Corridore           | Squadra    | Tempo  |
| ---- | ------------------- | ---------- | ------ |
| 1    | Bert Oosterbosch    | Panasonic  | 19'38" |
| 2    | Eric Vanderaerden   | Panasonic  | a 24"  |
| 3    | Ferdi Van den Haute | La Redoute | a 33"  |

| Pos. | Corridore        | Squadra   | Tempo |
| ---- | ---------------- | --------- | ----- |
| 1    | Bert Oosterbosch | Panasonic |       |

### 2ª tappa
- 28 marzo: Herzele > De Panne – 194 km

| Pos. | Corridore         | Squadra      | Tempo    |
| ---- | ----------------- | ------------ | -------- |
| 1    | Eddy Planckaert   | Panasonic    | 5h08'22" |
| 2    | Eric Vanderaerden | Panasonic    | a 3"     |
| 3    | Francis Vermaelen | Tonissteiner | s.t.     |

| Pos. | Corridore        | Squadra   | Tempo |
| ---- | ---------------- | --------- | ----- |
| 1    | Bert Oosterbosch | Panasonic |       |

### 3ª tappa
- 29 marzo: De Panne > De Panne – 194 km

| Pos. | Corridore         | Squadra   | Tempo    |
| ---- | ----------------- | --------- | -------- |
| 1    | Eric Vanderaerden | Panasonic | 4h58'24" |
| 2    | Jan Bogaert       | Dries     | a 1"     |
| 3    | Sean Kelly        | Skil      | s.t.     |

| Pos. | Corridore           | Squadra    | Tempo     |
| ---- | ------------------- | ---------- | --------- |
| 1    | Bert Oosterbosch    | Panasonic  | 13h51'35" |
| 2    | Eric Vanderaerden   | Panasonic  | a 23"     |
| 3    | Ferdi Van den Haute | La Redoute | a 33"     |

## Classifiche finali

### Classifica generale
| Pos. | Corridore              | Squadra                     | Tempo     |
| ---- | ---------------------- | --------------------------- | --------- |
| 1    | Bert Oosterbosch       | Panasonic                   | 13h51'35" |
| 2    | Eric Vanderaerden      | Panasonic                   | a 23"     |
| 3    | Ferdi Van den Haute    | La Redoute                  | a 33"     |
| 4    | Luc Colijn             | Safir-Van De Ven            | a 58"     |
| 5    | Jos Schipper           | AVP- Viditel-De Vries Lotto | a 1'00"   |
| 6    | Johan van der Velde    | Metauro Mobili-Pinarello    | a 1'05"   |
| 7    | Jean-Luc Vandenbroucke | La Redoute                  | a 1'13"   |
| 8    | Patrick Vermeulen      | De Bilde-T.Cops-Dries       | a 1'17"   |
| 9    | Alain Bondue           | La Redoute                  | a 1'20"   |
| 10   | Ludo De Keulenaer      | Panasonic                   | a 1'21"   |